# Geranium nivale
Geranium nivale är en näveväxtart som beskrevs av Reinhard Gustav Paul Knuth. Geranium nivale ingår i släktet nävor, och familjen näveväxter. Inga underarter finns listade i Catalogue of Life.